# KhalifaSat
KhalifaSat (arapski: خليفة سات), također poznat kao DubaiSat-3 (arapski: دبي سات-3), jest satelit za daljinsko promatranje Zemlje koji je dizajniran i izgrađen u Laboratorijima za svemirsku tehnologiju Svemirskog centra Mohammed bin Rashid u Dubaiju. Smatra se prvim satelitom koji je u potpunosti napravljen u Emiratima. Lansiran je u orbitu 30. listopada 2018. iz japanskog svemirskog centra Tanegashima.

## Pregled
Svemirski centar Mohammed bin Rashid svemirski je centar vlade Dubaija koji radi na Nacionalnom svemirskom programu. MBRSC ima dva satelita za promatranje Zemlje u orbiti, DubaiSat-1 i DubaiSat-2, koji su izgrađeni u partnerstvu sa Satrec Initiativeom, južnokorejskim proizvođačem satelita.
Projekt je prvi najavio Sheikh Mohammed bin Rashid Al Maktoum, potpredsjednik i premijer Ujedinjenih Arapskih Emirata (UAE) i vladar Dubaija, u prosincu 2013. Proizvodnja KhalifaSata započela je u Južnoj Koreji u pogonima Satrec Initiative. Tim emiratskih inženjera koristio je tamošnje objekte dok su napredni tehnološki laboratoriji bili pod nadzorom korejskih Satrec znanstvenika. Početkom 2015. projekt je premješten u MBRSC radi završnih radova.

## Ciljevi
KhalifaSat pruža slike Zemlje u visokoj razlučivosti koje se mogu koristiti u razne svrhe, uključujući urbano planiranje, praćenje promjena, klasifikaciju područja, praćenje promjena u okolišu i  za pružanje pomoći u slučaju prirodnih katastrofa. Satelitske slike iz KhalifaSat-a bit će dostavljene jedinicama lokalne samouprave i brojnim subjektima na lokalnoj i međunarodnoj razini.
MBRSC ima za cilj pomoći u diverzifikaciji karijera za mlade Emirate, zajedno sa stvaranjem naslijeđa za satelitsku industriju u UAE.

## Tehničke osobine
KhalifaSat je šesterokutnog oblika s četiri razmjestiva solarna panela. Satelitska sabirnica sastoji se od tri palube i gornje zaštite od sunca koja štiti kameru od temperaturnih promjena i zračenja. Solarni paneli pričvršćeni su na bočne strane.
| Značajke                                         | Tehničke specifikacije                                           |
| ------------------------------------------------ | ---------------------------------------------------------------- |
| Orbita                                           | Sunčevo-sinkrona orbita, nominalna visina: 613 km, nagib: 98,13° |
| Masa svemirske letjelice                         | 330 kg                                                           |
| Generirana snaga                                 | 450 vata                                                         |
| Masovno pohranjivanje SSR (Solid State Recorder) | 512 Gbit                                                         |
| Planirani životni vijek misije                   | 5 godina                                                         |

Satelitska struktura visoka je nešto manje od dva metra i promjera oko 1,5 metara. Ukupna masa letjelice procjenjuje se na 330 kg. Najosjetljivija komponenta u satelitu je njegov sustav kamera (KHCS). Sustav je prekriven polimerom ojačanim ugljičnim vlaknima (CFRP) za zaštitu od sunca.
KhalifaSat sadrži naprednu tehniku pozicioniranja koja omogućuje snimanje velikog broja 3D slika odjednom s većom preciznošću.

## Sustav kamera
Primarni korisni teret na satelitu je sustav kamera KhalifaSat, koji je kompaktan i lagan. Uključuje tri glavna podsustava: elektro-optički podsustav (EOS), jedinicu za prijenos slike (ITU) i uređaj za snimanje (SSR).
| Vrsta instrumenta                             | Pushbroom imager |
| Masa instrumenta                              | 70 kg            |
| Potrošnja energije                            | 168 W            |
| Brzina prijenosa podataka prema dolaznoj vezi | 320 Mbit/s       |
| Detektor                                      | TDI              |

Pushbroom kamera ima 70 cm senzor Ground Sampling Distance (GSD) za pankromatske slike i 298 cm senzor GSD u četiri multi-spektralna pojasa. Multispektralne mogućnosti KhalifaSata uključuju četiri kanala u vidljivom i bliskom infracrvenom spektralnom rasponu (crveno, zeleno, plavo i blisko infracrveno) s radiometrijskom rezolucijom od 10 bita.
Sustav kamera također uključuje Korschov teleskop, koji se sastoji od konfiguracije s tri zrcala koja osigurava najšire moguće vidno polje i smanjuje optičke nepravilnosti.

## Zemaljska kontrola
MBRSC zemaljska stanica u Dubaiju podržavat će KhalifaSat i njegove funkcije sa Zemlje. Zemaljski sustav uključuje tri glavna sustava: antenski i radiofrekvencijski (RF) podsustav, stanicu za kontrolu misije (MCS) i stanicu za prijem i obradu slike (IRPS).

## Tim
Satelit je razvio tim emiratskih inženjera iz svemirskog centra Mohammed Bin Rashid. Voditelj projekta KhalifaSat je Amer AlGhafri. Menadžer lansiranja satelita je Abdullah Saif Harmoul dok je voditelj jedinice za kontrolu softverski inženjer Ibrahim Abdullah Almidfa.